# الحرب الرومانية الفرثية 161-166

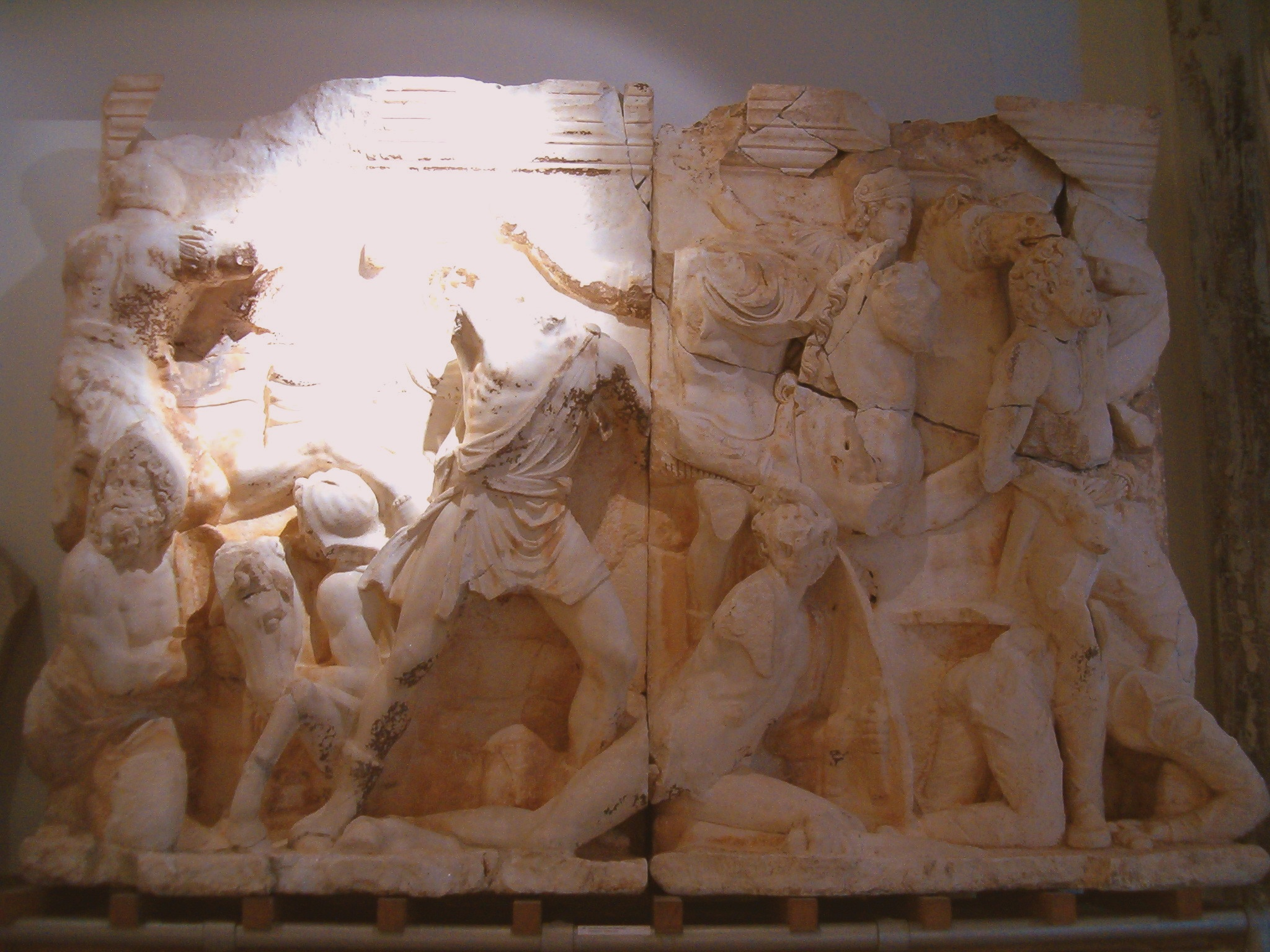
مشهد حرب؛ من أفسس (متحف أفسس، هوفبورغ، فيينا)

نشبت الحرب الرومانية الفرثية من عام 161 حتى عام 166 (وتسمى أيضًا الحرب الفرثية للوسيوس فيروس) بين الإمبراطوريتين الرومانية والفرثية على أرمينيا والجزيرة الفراتية. انتهت الحرب في عام 166 بعد أن قام الرومان بحملات ناجحة في الجزيرة السفلى، وإقليم ميديا، ونهبوا طيسفون، عاصمة الإمبراطورية الفرثية.

## أصل إرسال لوسيوس، 161 – 162
على فراش الموت في ربيع عام 161، لم يتحدث الإمبراطور أنطونينوس بيوس إلا عن الدولة والملوك الأجانب الذين ظلموه. قام أحد هؤلاء الملوك، فولوغاسيس الرابع ملك الإمبراطورية الفرثية، بنقله في أواخر الصيف أو أوائل الخريف عام 161. دخل فولوغاسيس مملكة أرمينيا (التي كانت آنذاك دولة تابعة للرومان)، وطرد ملكها ونصب ملكه، باكوروس، وهو أرشكي مثله (من الإمبراطورية الفرثية). في وقت الغزو، كان حاكم سوريا لوسيوس أتيديوس كورنيليانوس. بقي أتيديوس حاكمًا على الرغم من أن فترة ولايته انتهت عام 161، لربما بقي لتجنب إعطاء الفرثيون الفرصة لاستبداله بشكل خاطئ. كان حاكم كابادوكيا، وهي خط المواجهة في جميع النزاعات الأرمنية، ماركوس سيداتيوس سيفيريانوس، غالي يتمتع بخبرة كبيرة في الأمور العسكرية. لكن العيش في الشرق كان له تأثير مُؤذٍ على شخصيته.
كان رجل الأمن ألكسندر من أبونوتيتشوس، وهو متنبئ حمل معه ثعبانًا يُدعى جليكون، يبهج سيفيريانوس، كما كان يفعل مع آخرين كثر. كان حَمَا السناتور المحترم بوبليوس موميوس سيسينا روتيليانوس، والي آسيا، أبونوتيتشوس آنذاك، صديقًا للعديد من أعضاء النخبة الرومانية الشرقية. أقنع ألكسندر الحاكم سيفيريانوس بأنه قادر على هزيمة الفرثيين بسهولة، وكسب المجد لنفسه. قاد سيفيريانوس فيلق (ربما الفيلق التاسع هيسبانا) إلى أرمينيا، لكنه حوصر من قبل الجنرال الفرثي العظيم تشوسرهوس في إيليجيا، وهي بلدة تقع خارج حدود كابادوك، بعد منابع نهر الفرات. حاول سيفيريانوس محاربة تشوسرهوس، لكنه سرعان ما أدرك عدم جدوى حملته، وانتحر، وقُتل فيلقه. استمرت الحملة ثلاثة أيام فقط.
كان هناك تهديد بالحرب على حدود أخرى أيضًا في بريطانيا، وفي رائيتيا، وجرمانيا الكبرى، حيث كان الخاتيون من جبال تاونوس قد عبروا مؤخرًا الليمس (الحصون الجرمانية). لم يكن ماركوس أوريليوس، الذي أصبح إمبراطورًا بعد وفاة بيوس في 7 مارس عام 161، مستعدًا. يبدو أن بيوس لم يعطه أي خبرة عسكرية. ذكر كاتب السيرة الذاتية أن ماركوس قضى فترة حكم بيوس البالغة 23 عامًا بأكملها إلى جانب الإمبراطور، وليس في المقاطعات الرومانية، حيث قضى معظم الأباطرة السابقين حياتهم المهنية المبكرة. قام ماركوس بالتعيينات اللازمة: حيث أرسل ماركوس ستاتيوس بريسكس، حاكم بريطانيا، ليحل محل سيفيريانوس كحاكم لكابادوكيا، والذي استُبدل بدوره بسكستوس كالبورنيوس أجريكولا.
وصلت المزيد من الأخبار السيئة: هُزم جيش أتيديوس كورنيليانوس في معركة ضد الفرثيين، وتراجع في حالة من الفوضى. أُرسلت تعزيزات للحدود الفرثية. غادر بوبيوس جوليوس جيمينوس مارشانوس، هو سيناتور أفريقي يقود فيلق جيمينا العاشر في فيندوبونا (فيينا)، إلى كابادوكيا مع كتيبة فيكساليشن من فيالق الدانوب. كما أُرسلت ثلاثة فيالق كاملة إلى الشرق: الفيلق الأول مينيرفا من بون في ألمانيا العليا، الفيلق الثاني أديوتريكس من أكوينكوم، والفيلق الخامس ماكدونيكا من تروسميس. أُضعفت الحدود الشمالية استراتيجيًا. وبُلّغ حكام الحدود بتجنب الصراع قدر الأمكان. استُبدل أتيديوس كورنيليانوس بإم أنيوس ليبو، نسيب ماركوس الأول. كان شابًا، وكان هذا أول منصب قنصلي له في عام 161، لذلك ربما كان في أوائل الثلاثينيات من عمره، وبصفته مجرد أرستقراطي، كان يفتقر إلى الخبرة العسكرية. اختار ماركوس رجلًا موثوقًا به بدلًا من رجل موهوب.
أخذ ماركوس إجازة عامة لمدة أربعة أيام في ألسيوم، وهي مدينة على ساحل إتروريا. كان متلهفًا جدًا للاسترخاء. كتب إلى معلمه السابق ماركوس كورنيليوس فرونتو، معلنًا أنه لن يتحدث عن إجازته. أجاب فرونتو بسخرية: «ماذا؟ ألا أعلم أنك ذهبت إلى ألسيوم بقصد اللعب والمرح والتسلية لمدة أربعة أيام كاملة؟» حيث حث ماركوس على الراحة، وضرب مثلًا بأسلافه (كان بيوس يستمتع بالتمرين في باليسترا، وصيد الأسماك، والكوميديا)، وذهب إلى حد كتابة حكاية عن تقسيم الآلهة لليوم بين الصباح والمساء. لكن يبدو أن ماركوس كان يقضي معظم أمسياته في الأمور القضائية بدلًا من أوقات الفراغ. لم يستطع ماركوس أن يأخذ بنصيحة فرونتو. وكتب: «لدي واجبات معلقة عليّ وبالكاد يمكن حلها».
أرسل فرونتو لماركوس مختارات من مواد القراءة، بما في ذلك عمل سيسروس برو ليغا مانيلا، والتي جادل فيها الخطيب لصالح تولي بومبيوس القيادة العليا في حرب ميثراداس. كانت إشارة ملائمة (أخذت الحرب بومبيوس إلى أرمينيا)، وربما كان لها بعض التأثير على قرار إرسال لوسيوس إلى الجبهة الشرقية.  «ستجد فيه عدد من الفصول المناسبة لمستشاريك الحاليين، فيما يتعلق باختيار قادة الجيش، ومصالح الحلفاء، وحماية المحافظات، وانضباط الجنود، والمؤهلات المطلوبة للقادة في الميدان وفي أماكن أخرى». لتسوية قلقه حيال الحرب الفرثية، كتب فرونتو إلى ماركوس رسالة طويلة ومدروسة، مليئة بالمراجع التاريخية. في الطبعات الحديثة من أعمال فرونتو، تسمى دي بيلو بارتيكو (عن الحرب الفرثية). كان هناك انتكاسات في ماضي روما، كتب فرونتو، في حرب أليا، وفي حرب كوديوم، وكاناي، ونومنتيا، وسيرتا، وكارهاي تحت حكم الإمبراطور تراجان، وهادريان، وبيوس. ولكن في النهاية، كان الرومان دائما ينتصرون على أعدائهم: «دائمًا ما حولنا متاعبنا إلى نجاحات وأهوالنا إلى انتصارات».